# Matt Loughrey
Matt Loughrey (* 1979)  ist ein irischer Künstler, der durch die Koloration von historischen Figuren, Fotografien und Filmen bekannt wurde. Seine Arbeiten wurden unter anderem in der Zeitschrift National Geographic vorgestellt.

## Leben und Werk
Loughrey begann im Jahr 2015 Glasnegative alter Fotografien zu sammeln. Er konzentrierte sich zunächst auf die Arbeiten von Mathew B. Brady. Dieser hatte einen Teil seiner Fotografien versehentlich durch die Verwendung einer Multiplikationskamera dadurch animiert, dass auf einer einzigen Platte bis zu acht Bildern belichtet wurden. Die Bilder wurden dabei aus leicht unterschiedlichen Blickwinkeln belichtet. Loughrey kolorierte die Einzelbilder und setzte sie zu neuen zusammen. 
Durch die Verwendung von Computertechnologie gelang es ihm, alte Filme um Einzelbilder zu ergänzen, zu restaurieren und diese so erscheinen zu lassen, als wären sie mit moderner Filmtechnologie aufgenommen worden.
Am 8. April 2021 veröffentlichte die Zeitschrift VICE in ihrer Online-Ausgabe einen Artikel mit von Loughrey bearbeiteten Fotografien sowie einem mit dem Künstler geführten Interview. Bei den Bildern handelte es sich um Aufnahmen aus dem Foltergefängnis S21 der kambodschanischen Roten Khmer. Loughrey hatte die Fotografien, die Menschen wenige Augenblicke vor ihrer Hinrichtung zeigen, nicht allein nachkoloriert, sondern sie durch weitere digitale Bearbeitungen massiv verändert. So veränderte er die Gesichtszüge der zum Tode Verurteilten und gab ihnen, entgegen der ursprünglichen Bildaussage, ein freundliches Lächeln. Nach internationalen Protesten, insbesondere auch seitens des Ministeriums für Kultur und Schöne Künste von Kambodscha, und Überlebenden des Genozids in Kambodscha nahm VICE den Artikel am 11. April 2021 offline.